# Zafarraya
Zafarraya és un municipi situat a l'extrem occidental de la comarca de Alhama (província de Granada). Limita amb els municipis granadins de Loja i Alhama de Granada i amb els municipis de la província de Màlaga de Periana i Alfarnate.